# 痛苦五端
痛苦五端奧蹟是《玫瑰經》的一部份 ，把祈禱意向集中於耶穌基督救援的苦難與死亡。

## 痛苦五端奧蹟內容

### 痛苦一端:耶穌山園祈禱。
聖經記載：瑪竇福音(馬太福音)26:36-46 
隨後，耶穌同他們來到一個名叫革責瑪尼的莊園裡，便對門徒說：『你們坐在這裡，等我到那邊去祈禱。』遂帶了伯多祿和載伯德的兩個兒子同去，開始憂悶恐怖起來，對他們說：『我的心靈憂悶得要死，你們留在這裡同我一起醒寤罷！』他稍微前行，就俯首至地祈禱說：『我父！若是可能，就讓這杯離開我罷！但不要照我，而照你所願意的。』他來到門徒那裡，見他們睡著了，便對伯多祿說：『你們竟不能同我醒寤一個時辰嗎?醒寤祈禱吧！免陷於誘惑；心神固然切願，但肉體卻軟弱。』他第二次再去祈禱說：『我父！如果這杯不能離去，非要我喝不可，就成就你的意願罷！』他又回來，見他們仍然睡著，因為他們的眼睛是沉重。他再離開他們，第三次去祈禱，又說了同樣的話。然後回到門徒那裡，對他們說：『你們睡下去罷！休息罷！看，時候到了，人子就要被交於罪人手裡。起來，我們去罷！看，那出賣我的已來近了。』

### 痛苦二端:耶穌受鞭打之刑。
聖經記載:  瑪竇福音 27: 21-26
總督又向他們發言說:『這兩個人中,你們願意我給你們釋於那一個?』他們說:『巴辣巴。』比拉多對他們說:『那麼,對於那稱為默西亞的耶穌我該怎樣辦?』眾人答說:『該釘死他在十字架上。』總督問說:『他究竟作了甚麼惡事?』他們越發喊說:『該釘他在十字架上。』比拉多見事毫無進展,反倒更為混亂,就拿水當著民眾洗手說:『對這義人的血,我是無罪的,你們自己負責罷!』全體百姓回答說:『他的血歸我們和我們的子孫身上!』於是比拉多給他們釋於了巴辣巴;至於耶穌,把他鞭打了以後,交給人釘在十字架上。

### 痛苦三端:耶穌受茨冠之苦辱。
聖經記載:  瑪竇福音 27: 27-30
那時,總督的兵士把耶穌帶到總督府內,召集了全隊圍著他,脫去了他的衣服,給他披上一件紫紅色的外氅;又用荊棘編了一個茨冠,戴在他頭上,拿了一根蘆葦放在他的右手裡;然後跪在他前,戲弄他說:『猶太人的君王,萬歲!』隨後他吐唾沫,拿起蘆葦來敲他的頭。

### 痛苦四端:耶穌背十字架上山。
聖經記載: 路加福音 23:26-32
他們把耶穌帶走的時候,就挀住一個從田間來的基勒及人西滿,把十字架放在他肩上,叫他在耶穌後面背著。有許多人民及婦女跟隨著耶穌,婦女搥胸痛哭他。耶穌轉身向她們說:『耶路撒冷女子!你們不要哭我,但應哭你們自己及你們的子女,因為日子將到。那時,人要說:那荒胎的,那沒有生產過的胎,和沒有哺養過的乳,是有福的。那時,人要開始對高山說:倒在我們身上罷!對丘陵說:蓋起來罷!如果對於青綠的樹木,他們還這樣,對於枯槁的樹木,又將怎樣呢?』另有雨個凶犯,也被帶去,同耶穌一同受死。

### 痛苦五端:耶穌十字架上受難。
聖經記載:  瑪竇福音 27: 45-54
從第六時辰起,直到第九時辰,遍地都黑暗了。約莫第九時辰,耶穌大聲喊說:『厄里、厄里,肋瑪撒巴黑塔尼!』就是說:『我的天主,我的天主!你為甚麼捨棄我?』站在那裡的人中,有幾個聽見了就說:『這人呼喚厄里亞呢!』他們中遂有一人立即跑去,拿了海綿,浸滿了醋,綁在蘆葦上,遞給他喝。其餘的人卻說:『等一等,我們看,是否厄里亞來救他!』耶穌又大喊一聲,遂交付了靈魂。看聖所的帳幔,從上到下分裂為二,大地震動,巖石崩裂,墳墓自開,許多長眠的聖者的身體復活了。在耶穌復活後,他們由墳墓出來,進入聖殿,發顯給許多人。百夫長和他一起看守耶穌的人,一見地動和所發生的事,就非常害怕說:『這人真是天主子!』 

## 外部連結
- 痛苦五端
- 痛苦五端(圖文版) （页面存档备份，存于）